# 토니 벤

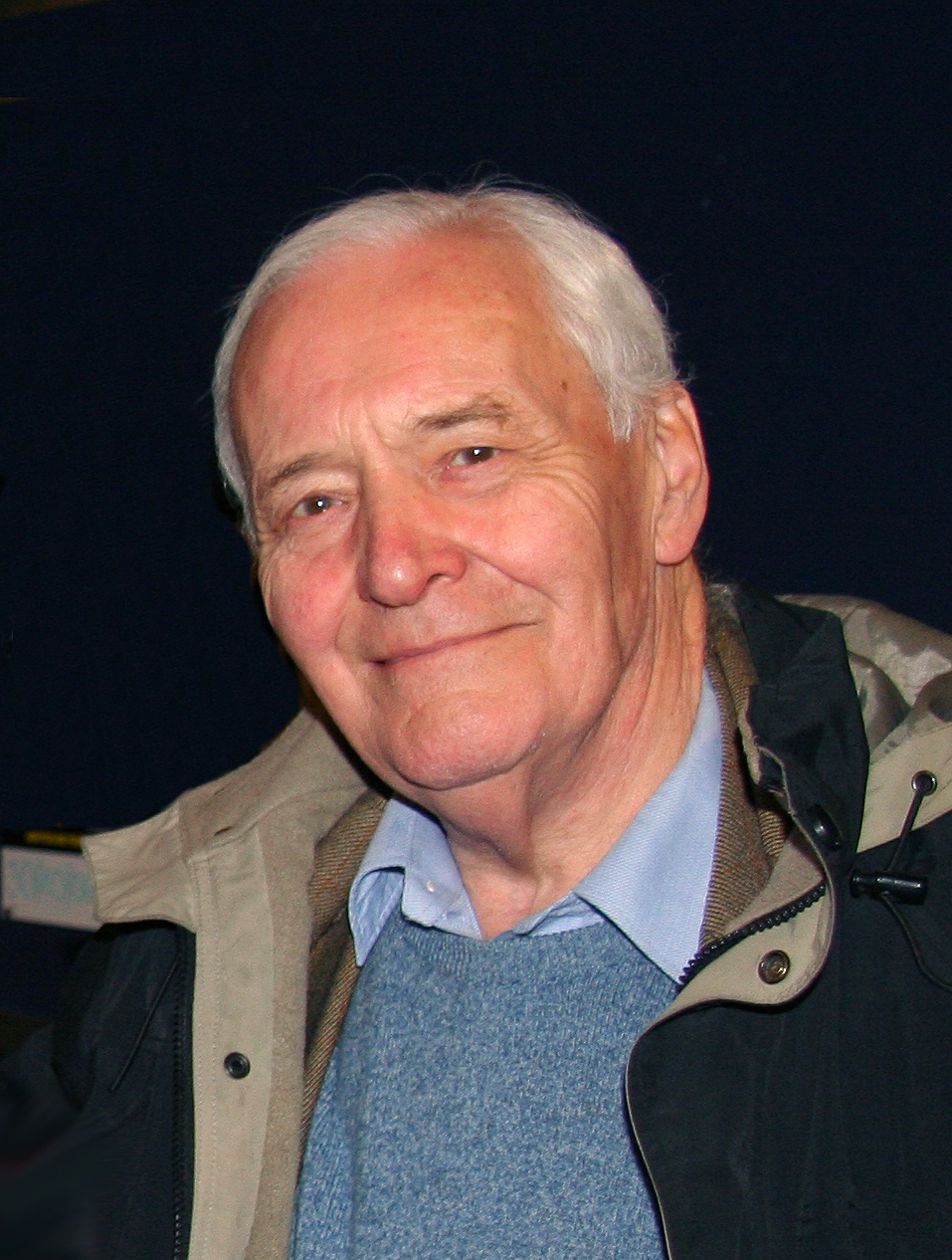
2006년의 벤

토니 벤(Tony Benn, 본명: 앤서니 닐 웨지우드 벤, Anthony Neil Wedgwood Benn, 1925년 4월 3일 – 2014년 3월 14일)은 영국 노동당 (영국) 정치인이자 정치 운동가였으며 1960년대와 1970년대에 영국 내각 장관을 역임했다. 1960년부터 1963년까지 스탠스게이트 자작(Viscount Stansgate)으로 불렸다.
1950년부터 2001년까지 51년 중 47년 동안 브리스톨 남동부 및 체스터필드의 국회의원이었다. 이후 2001년부터 2014년까지 전쟁 중지 연합(Stop the War Coalition)의 회장을 역임했다.
자유당 (영국)과 노동당 정치인의 아들인 벤은 웨스트민스터에서 태어나 웨스트민스터 학교에서 사립 교육을 받았다. 1950년 총선에서 브리스톨 사우스 이스트(Bristol South East) 지역의 의원으로 당선되었지만 사망 후 아버지의 가문을 물려받았기 때문에 의원직을 계속할 수 없었다. 그는 하원에 남기 위해 싸웠고 1963년 귀족법(Peerage Act)으로 결국 성공한 캠페인인 작위 포기 능력을 위해 캠페인을 벌였다. 페이비언 협회(Fabian Society)의 활동적인 회원이었으며 1964년부터 1965년까지 회장을 역임했다. 해럴드 윌슨(Harold Wilson) 노동당 정부에서 처음에는 우체국장으로 근무하여 우체국 타워 개장을 감독했으며 나중에는 기술부 장관을 역임했다.
벤은 야당에 있는 동안 1971년부터 1972년까지 전국 집행위원회 의장을 역임했다. 1974~1979년 노동당 정부에서 그는 산업부 장관으로 내각에 복귀했으며 이후 에너지부 장관을 역임했다. 그는 제임스 캘러헌(James Callaghan)이 윌슨의 뒤를 이어 총리가 되었을 때에도 그 자리를 유지했다. 1980년대까지 노동당이 야당이었을 때 그는 당 좌파의 저명한 인물로 떠올랐고 1988년 닐 키녹(Neil Kinnock)에게 노동당 지도부에 도전했지만 실패했다.
벤은 민주적 사회주의와 기독교 사회주의의 주요 지지자로 널리 알려져 있었지만, 후자와 관련하여 그는 영국이 세속 국가가 되고 영국의 공식 교회로서의 영국 교회의 지위를 종식시키는 것을 지지했다. 원래 당 내 온건파로 여겨졌던 그는 장관직을 떠난 후 좌파 소속으로 확인됐다. 베니즘(Bennism)과 베니트(Bennite)라는 용어는 그가 1970년대 후반부터 옹호했던 좌파 정치와 그 지지자들을 설명하기 위해 사용되기 시작했다. 그는 벤이 사망한 지 1년 뒤 노동당 당수로 선출된 제러미 코빈(Jeremy Corbyn)과 코빈 휘하에서 재무장관 예비 총리를 지낸 존 맥도넬(John McDonnell)의 정치적 견해에 영향을 미쳤다.

## 같이 보기
- 영국 공화주의 운동